# François Méndez Casariego
François Méndez Casariego (Madrid, 21 juin 1850 - Madrid, 1er avril 1924) est un chanoine espagnol fondateur des Sœurs trinitaires de Madrid et reconnu vénérable par l'Église catholique.

## Biographie
François naît à Madrid le 21 juin 1850 au sein d'une famille chrétienne aisée, étant l'aîné de trois frères. Son père est José Méndez y Andrés (es), peintre de cour de l'académie royale des beaux-arts Saint-Ferdinand. Enfant, il est attiré par la mécanique et la vie religieuse. Dans sa jeunesse, il fait partie d'une congrégation mariale. À l'âge de 18 ans, il abandonne la carrière d'ingénieur pour remplacer un ami qui abandonne le séminaire.
François Méndez est diplômé in utroque jure de l'université de Madrid. Dans le même Alma mater, il termine ses études de théologie. Il est ordonné prêtre en 1874 puis nommé curé de l'église du monastère de l'Incarnation, paroisse de la cour. Bien qu'il soit toujours entouré par la noblesse, il se consacre avec un effort particulier à visiter les quartiers les plus pauvres de Madrid.
Il visite les prisonniers et les malades dans les hôpitaux mais ce qui le touche le plus est de voir de nombreux enfants vivant dans les rues  et les femmes qui viennent de la campagne pour chercher du travail en ville, mais qui tombent sur des hommes qui les forcent à se prostituer. Lors des exercices spirituels de 1876, il ressent l'appel de Dieu à fonder une communauté religieuse dont les maisons ont des portes toujours ouvertes afin d'accueillir à chaque instant les jeunes femmes qui souhaitent abandonner la prostitution.
En 1882, il rencontre Marianne Allsopp qui désire devenir religieuse et lui parle de son projet de fondation. Le 2 février 1885, ils ouvrent une première maison pour accueillir les pauvres jeunes femmes de la ville, domestiques, vendeuses de journaux et de bibelots, et les anciennes prostituées. En novembre de la même année, il est nommé chanoine de la cathédrale de l'Almudena. Les sœurs déménagent deux fois puis s'établissent Calle del Marqués de Urquijo, d'autres maisons sont ensuite fondées à Villanueva de Villaescusa, Barcelone, Santander, Séville, Vigo, Grenade, Bilbao et Cáceres.
Après avoir fondé la congrégation des sœurs trinitaires, François Méndez ressent le besoin de faire quelque chose pour les enfants sans-abri, pour lesquels il ouvre à Madrid une maison pour les accueillir. Pour gérer ce lieu, il fonde les religieux tertiaires trinitaires qui est immédiatement agrégé à la famille trinitaire, avec nihil obstat du 24 janvier 1923. C'est dans cette maison qu'il meurt le 1er avril 1924. La branche masculine ne survit pas à la mort du fondateur, et les religieuses trinitaires reprennent l'œuvre des enfants de la rue. Le 2 avril 1993, le pape Jean-Paul II le reconnaît vénérable. 